# Laurie Island
Laurie Island ist die am weitesten östlich gelegene und mit einer Fläche von etwa 50 km² die zweitgrößte Insel der Südlichen Orkneyinseln im Südlichen Ozean. Die Insel unterliegt dem Antarktisvertrag, wird aber dennoch politisch sowohl von Argentinien als auch von Großbritannien beansprucht.

## Natur
Mehrere Halbinseln der unregelmäßig geformten Insel sind – im Gegensatz zum von einer Eiskappe bedeckten Inselinneren – nicht vergletschert. Diese stellen ideale Brutplätze für Zügel- und Adeliepinguine dar, von denen auf Laurie Island jeweils mehr als 100.000 Paare gezählt wurden. Elf Gebiete auf der Insel und vorgelagerten Eilanden werden von BirdLife International als Important Bird Area ausgewiesen (Ant080 bis Ant090). Auf einer Felseninsel vor Kap Davidson im Südwesten Laurie Islands gibt es eine Kolonie aus mehr als 200 Brutpaaren von Blauaugenscharben (Ant082) und am Kap Geddes der Ferguslie-Halbinsel brüten mehr als 200 Paare des Riesensturmvogels (Ant086).

## Geschichte
Die nach dem Kartographen Richard Holmes Laurie (1766–1858) benannte Insel wurde 1821 vom Walfänger George Powell (1794–1824) entdeckt. Im Zuge der Scottish National Antarctic Expedition von 1902 bis 1904 unter der Leitung von William Speirs Bruce wurde ein Gebäude (Omond House) errichtet, das später von Argentinien in „Orcadas“ umbenannt wurde. Heute sind die einzigen Bewohner der Insel die Besatzungsmitglieder der vom argentinischen Militär unterhaltenen Orcadas-Station, die im antarktischen Winter (Oktober 2010) eine Stammbesatzung von 17 Personen hat (im Sommer 45).
Das Omond House, das 1905 errichtete argentinische magnetische Observatorium „Moneta House“, eine argentinische meteorologische Hütte sowie ein Friedhof mit zwölf Gräbern, von denen das älteste aus dem Jahre 1903 stammt, stehen heute als historische Stätte HSM-42 unter dem Schutz des Antarktisvertrags.